# Сергеев, Григорий Борисович
Григо́рий Бори́сович Серге́ев (род. 12 января 1980, Москва) — российский общественный деятель, председатель добровольческого поисково-спасательного отряда «ЛизаАлерт», директор АНО «Центр поиска пропавших людей». С 2010 года занимается организацией поиска пропавших и профилактикой пропажи людей в России. С октября 2017 по март 2018 года был соведущим телепередачи «Жди меня».

## ЛизаАлерт
Григорий Сергеев впервые принял участие в поисках пропавших в сентябре 2010 года, когда узнал о пропаже пятилетней Лизы Фомкиной и её тёти, заблудившихся в лесу возле Орехово-Зуево. После их гибели Григорий вместе с частью волонтеров, принимавших участие в поиске, основали добровольческий поисково-спасательный отряд «ЛизаАлерт».
В октябре 2010 г. появился сайт и форум lizaalert.org, который стал одним из основным средств координации поисков в «ЛизаАлерт». 17 октября 2010 г. Григорий опубликовал самое первое сообщение на форуме отряда.
29 января 2012 г. на собрании членов отряда был избран председателем. В дальнейшем полномочия председателя трижды продлевались: на ежегодном собрании отряда 18 марта 2013 года, на 4 года на собрании отряда 18 марта 2014 года и на 4 года в результате онлайн-голосования 28-30 марта 2018 года.
Григорий руководит совершенствованием структуры и методик работы «ЛизаАлерт», контактами отряда с госорганами, осуществляет оперативное управление отрядом, а также регулярно участвует в отдельных поисках в качестве координатора на месте.

## Общественная деятельность за пределами отряда
Григорий Сергеев — директор автономной некоммерческой организации «Центр поиска пропавших людей». ЦППЛ создан как проект Агентства стратегических инициатив. Концепция проекта предполагает создание в каждом регионе России специальных центров управления поисками. Задачи центра: профилактика пропажи людей, совершенствование методик поиска и координация работ государственных служб и региональных добровольческих организаций в рамках поиска пропавших. Также Центр лоббирует интересы поисковиков в российских государственных органах.
В августе 2017 года, после выступления Григория Сергеева на встрече представителей общественных организаций с президентом Владимиром Путиным, администрацией президента был опубликован перечень поручений по организации взаимодействия между государственными органами и добровольческими поисково-спасательными отрядами.
Первый региональный центр в рамках системы ЦППЛ был открыт в марте 2018 года в Самаре.
Существует приложение мобильной связи «Поисковый центр», за которое с абонентов взимается абонентская плата — 169 рублей в месяц (по состоянию на 2020 год). Часть этой абонентской платы поступает в Центр поиска пропавших людей.

## Признание
- Знак отличия «За благодеяние» (12 октября 2020 года) — за активное участие в подготовке и проведении Общероссийской акции взаимопомощи «#МыВместе»[13].
- Благодарность Президента Российской Федерации (24 октября 2017 года) — за активное участие в реализации социально значимых проектов, благотворительную и общественную деятельность[14].
- Почетная грамота и медаль «30 лет МЧС России» (27 декабря 2021 года)